# Mérignac (Charente-Maritime)
Mérignac település Franciaországban, Charente-Maritime megyében. Lakosainak száma 235 fő (2022. január 1.). Mérignac Chantillac, Messac, Le Pin, Pommiers-Moulons és Sousmoulins községekkel határos.

## Népesség
A település népességének változása:
| Lakosok száma | 240  | 176  | 179  | 202  | 246  | 230  | 224  | 219  | 225  | 235  |
|               | 1968 | 1982 | 1990 | 2006 | 2013 | 2015 | 2017 | 2019 | 2020 | 2022 |